# گمینا وومین
گمینا وُوُمین (به لهستانی:  Gmina Wołomin) یک گمینا در لهستان است که در شهرستان وومین واقع شده‌است. گمینا وومین ۵۹٫۵۲ کیلومتر مربع مساحت و ۵۱٬۶۷۱ نفر جمعیت دارد.